# William F. Quinn
William Francis Quinn (Rochester, 13 luglio 1919 – Honolulu, 28 agosto 2006) è stato un politico e avvocato statunitense, 1º governatore delle Hawaii dal 1959 al 1962.

## Biografia
Quinn nasce a Rochester, nello stato di New York. In piena giovinezza si trasferì con la famiglia a Saint Louis, dove frequenta dapprima il liceo e poi la Saint Louis University, dove si laureò in legge con lode nel 1947, dopo aver prestato servizio come militare nelle Hawaii durante la seconda guerra mondiale.
Impegnato nella politica territoriale, lavorò a stretto contatto con il delegato al Congresso per le Hawaii John A. Burns. Nel 1959 si candidò alle prime elezioni governative delle Hawaii contro lo stesso Burns, che sconfisse per pochi voti entrando in carica il 21 agosto di quell'anno. Si ricandidò per un secondo mandato nel 1962 avendo nuovamente come avversario John A. Burns. In queste elezioni ad avere la meglio fu stavolta quest'ultimo, che subentrò a Quinn il 3 dicembre.